# Hans Morgenthaler
Hans Morgenthaler (* 4. Juni 1890 in Burgdorf; † 16. März 1928 in Bern; Pseudonym: Hamo) war ein Schweizer Schriftsteller, Geologe und Alpinist.

## Leben
Hans Morgenthaler wurde als ältester Sohn des Fürsprechers und späteren Stadtpräsidenten von Burgdorf, Otto Morgenthaler, geboren. Mit elf Jahren verlor er seine Mutter. Nach der Maturität in seiner Heimatstadt (1909) begann er das Studium der Zoologie und Botanik an der ETH Zürich, wo er 1914 mit einer Arbeit über die Birke (Betula alba) promovierte. In seiner Studienzeit erlitt er im März 1911 bei einer Besteigung des Tödis schwere Erfrierungen, sodass er fast alle vorderen Fingerglieder verlor. Später, nach 1920, hörte er mit der alpinistischen Betätigung völlig auf.
1916 wurde sein erstes Buch Ihr Berge mit locker aneinandergereihten Einträgen aus einem Bergsteiger-Tagebuch und Federzeichnungen veröffentlicht. Im selben Jahr begann er in Bern ein Zweitstudium in Geologie. Nach dem Abschluss mit einer Arbeit über das Aarmassiv zog Morgenthaler 1917 für eine Schweizer Bergwerksfirma nach Südostasien, um im siamesischen Urwald nach Gold-, Silber- und Zinnvorkommen zu suchen. Als er 1920 an der Malaria erkrankte, kehrte in die Schweiz zurück und begann seine malaysisch-siamesischen Erfahrungen literarisch und wissenschaftlich aufzuarbeiten. Neben einer Arbeit über die Geologie und Erzlagerstätten in Hinterindien (1922) erschien 1921 Matahari, ein Buch, das auch von Hermann Hesse sehr geschätzt wurde. In Lesereisen und Lichtbildvorträgen hatte er die Möglichkeit, seine Südostasien-Erlebnisse einer breiteren Öffentlichkeit vorzustellen.
Bei seinem Cousin Ernst Morgenthaler lernte er 1922 den Schweizer Schriftsteller Robert Walser kennen. Im Sommer desselben Jahres besuchte er Hermann Hesse in Montagnola. Danach wurde bei ihm Tuberkulose diagnostiziert, die er von Juli 1922 bis Ende 1924 in mehreren Kuraufenthalten im Kanton Graubünden zu heilen versuchte. Während der Zeit in Arosa lernte Morgenthaler verschiedene Personen kennen, die sein weiteres Leben entscheidend prägten und sich in seinen Erzählungen zum Teil niederschlugen. So machte er die Bekanntschaft mit dem Malerehepaar Ignaz Epper und Mischa Epper (1901–1978) aus Ascona, mit dem Maler Fritz Pauli (1891–1968) und mit Lizzy Quarles van Ufford, Mischa Eppers Schwester. Mit Lizzy verbrachte Hamo im April 1923 eine Woche in Ascona und machte sie zur Titelfigur seines Romans Woly, Sommer im Süden. 
Nach erneuten gesundheitlichen Beschwerden, nahm er die Kur in Arosa wieder auf und lernte diesmal den Schriftsteller Jakob Bührer (1882–1975) und dessen Frau Elisabeth Thommen (1888–1960) kennen. Zwischen Elisabeth Thommen und Hans Morgenthaler entwickelte sich in Davos ein Liebesverhältnis. Als die Geliebte wieder zu ihrem Mann zurückkehrte, eskalierte die Situation. Morgenthaler drang wutentbrannt in die Wohnung der Bührer ein, und demolierte sie teilweise. Danach flüchtete er zu seinem Cousin, dem Psychiater Walter Morgenthaler (1882–1965), und liess sich von ihm 1925 in Münchenbuchsee behandeln. Auf Anraten seines Cousins wurde Hans Morgenthaler in die psychiatrische Klinik Waldau bei Bern eingeliefert, wo er bis zum Herbst 1925 in Behandlung blieb.
Nach seiner Entlassung aus der Waldau zog er ins Tessin und liess sich in Cassarate nieder. Von hier aus nahm er wieder Kontakt mit Hermann Hesse auf und freundete sich mit Emmy Ball-Hennings (1885–1948) an. Er begann nun vermehrt mit lyrischen Arbeiten. Seine Karriere als Schriftsteller war ins Stocken geraten. Nach seinem ersten Erfolg mit dem Buch Matahari, das 1922 in einer holländischen und 1923 in einer englischen und einer amerikanischen Ausgabe erschienen war, hatte er Mühe, für den Nachfolgeroman Gadscha Puti (erschienen posthum 1929), einen Verleger zu finden. Andere Werke, wie etwa der Sanatoriumsroman Eymanns Kur blieben Fragmente. Seit 1924 schrieb er vermehrt Buchbesprechungen in Zeitungen und Zeitschriften, vor allem in der Basler National-Zeitung. Nachdem 1926 vom Orell Füssli Verlag nach Gadscha Puti auch die „Beichte“ In der Stadt abgelehnt worden war, geriet Morgenthaler erneut in eine Krise, die in einem Nervenzusammenbruch und einem Suizidversuch endete. 
Nach einer Behandlung in der psychiatrischen Klinik von Casvegno bei Mendrisio kehrte er über Ascona im März 1927 nach Bern zurück, wo er in Marguerite Schmid, einer Freundin aus der Studienzeit, Unterstützung fand. Morgenthaler begann zu malen und kam wieder in Kontakt mit dem Bildhauer Karl Geiser (1898–1957). Seine Lungenkrankheit verschlimmerte sich zusehends. Nach einem letzten Kuraufenthalt in der Berner Höhenklinik Montana kehrte Hans Morgenthaler in einem unheilbaren Zustand nach Bern zurück, wo er am 16. März 1928 starb.
Sein Nachlass befindet sich im Schweizerischen Literaturarchiv in Bern.

## Werke
- Beiträge zur Kenntnis des Formenkreises der Sammelart Betula alba L., mit variationsstatistischer Analyse der Phaenotypen. Diss. Zürich 1915.
- Ihr Berge. Stimmungsbilder aus einem Bergsteiger-Tagebuch. Orell Füssli, Zürich 1916.
- Matahari. Stimmungsbilder aus den malayisch-siamesischen Tropen. Orell Füssli, Zürich 1921, online.
- Ich selbst. Gefühle. Orell Füssli, Zürich 1923.
- Woly. Sommer im Süden. Roman. Orell Füssli, Zürich 1924.
- Gadscha Puti. Ein Minenabenteuer. Hg. von Fritz Hegg. Francke, Bern 1929.
- Das Ende vom Lied. Lyrisches Testament eines Schwindsüchtigen. Gedichte. Hg. von Hugo Marti und Marguerite Schmid. Francke (Jahresgabe der Bernischen Kunstgesellschaft), Bern 1930.
- In der Stadt. Die Beichte des Karl von Allmen. Autobiographische Aufzeichnungen, hg. von Otto Zinniker. Spaten, Grenchen 1950.
- Totenjodel. Gedichte. Hg. von Kurt Marti. Kandelaber, Bern 1970.
- Dichtermisere. Ein Hans-Morgenthaler-Brevier, hg. v. Georges Ammann. Orte, Zürich 1977.
- Hamo, der letzte fromme Europäer. Sein Leben, seine Versuche und Anstrengungen. Ein Hans-Morgenthaler-Lesebuch. Hg. von Roger Perret. Lenos (Litprint 40), Basel 1982.
- Der kuriose Dichter Hans Morgenthaler. Briefwechsel mit Ernst Morgenthaler und Hermann Hesse. Hg. von Roger Perret. Lenos (Litprint 37), Basel 1983.